# 道格拉斯弗拉特 (加利福尼亞州)
道格拉斯弗拉特（英語：Douglas Flat）是位於美國加利福尼亞州卡拉韋拉斯縣的一個非建制地區。該地的面積和人口皆未知。

## 地理
道格拉斯弗拉特的座標為37°06′52″N 120°27′18″W / 37.11444°N 120.45500°W，而該地的平均海拔高度為599米（即1965英尺）。